# Tomáš Hanák
Tomáš Hanák (Körmöcbánya, 1957. március 27. –) cseh színész, forgatókönyvíró, komikus, televíziós bemondó, 1984 óta több film és televíziós sorozat szereplője.

## Életrajza
Hanák Csehszlovákiában, a mai Csehországhoz tartozó Kremnicában született. Sokat utazó családjával két évet Kubában töltött, miközben édesapja a műszaki szerződésekkel foglalkozó PZO-t képviselte. Már fiatal korától kezdve nagyon érdekelte az evezés, és Csehszlovákiát képviselve gyakran kijutott a szocialista államokon kívüli világba is. Középiskolai tanulmányai után felvételizett a prágai Színész Karra. Ide azonban nem vették fel, így nekiállt a Károly Egyetemen közgazdaságtant hallgatni. Tanulmányai során a külgazdaságtan felé specializálódott, itt azonban sok szöveghez, azok szocializmusellenes hangvétele miatt, nem férhetett hozzá. Tomáš Hanák élete során többféle munkát is elvégzett. 1977 óta a népszerű cseh színház, a Sklep színésze és drámaírója volt. Több filmben, reklámban és televíziós műsorban is feltűnt. 2005-ben még a hollywoodi The Brothers Grimm című filmben is szerepet kapott. Mostanában show műsorokban lehet látni, illetve az HBO-n futó Na stojáka stand-up comedy résztvevője. Az 1990-es évek vége felé nyíltan felvállalta, hogy alkoholproblémákkal küzdött. Régebben ezt a problémát már próbálta kezeltetni.

## Magánélete
Vezet olyan műsort is, mely nem kapcsolódik a színészi pályafutásához. Ilyen a Pomoze detem adománygyűjtő műsor vezetése. A Szeretetlánc a gyermekekért csehül: 'Řetěz lásky k detem' nevű tudományos közösség cserkész csoportjának is a tagja. A szervezet fő célja a fiatalok között a cigarettázás elterjedésének visszaszorítása. Hanak feleségével és három gyermekével Nižborban él. 2009-ben megjelent első saját lemeze, melyet saját magáról nevezett el.